# Вінсент Галло
Вінсент Галло (англ. Vincent Gallo, нар. 11 квітня 1961, Баффало, США) — американський актор, режисер, сценарист, продюсер, музикант, художник.

## Біографія
Вінсент Галло народився 11 квітня 1961 року в місті Баффало, штат Нью-Йорк. Його батьки емігрували з Сицилії.
Свою творчу діяльність він почав з музики. У Нью-Йорку грав у панк-гурті «Gray». Також пробував себе в образотворчому мистецтві. У нього було 15 персональних художніх виставок. Картини продавалися у престижних галереях США. Працював моделлю для реклами. Брав участь в мотоперегонах «Формула-2».
Першими його дослідами в кіно були експериментальні короткометражки. Як актор він вперше з'явився на телеекранах в 1985 році в телесеріалі «Зрівнювач», потім знявся у фільмі «Шлях, як він є». У 1993 році йому запропонували роль в першому англомовному фільмі Еміра Кустуріци «Аризонська мрія», який знімався в Голлівуді. На Берлінському кінофестивалі в 1993 році цей фільм отримав нагороду «Срібний Ведмідь — спеціальний приз журі», також був номінований на «Золотого ведмедя». У 1995 році Вінсент Галло зіграв роль Орландо в романтичній комедії «Сім'я Перес» режисера Міри Наїр, сценарій був написаний на основі роману Крістіни Белл. Однією з найцікавіших і найскладніших ролей, стала роль письменника-невдахи у фільмі «Тетро» Френсіса Форд Копполи. У 2010 році за роль у військовому трилері «Необхідне вбивство» Єжи Сколімовського Вінсент Галло був удостоєний Кубка Вольпі за найкращу чоловічу роль на Венеціанському кінофестивалі. Всього актор знявся більш ніж в сорока фільмах.
Режисерський дебют Галло у великому кіно відбувся 1998 році, коли він поставив кримінальну комедію «Баффало 66», яку відзначена призами та номінаціями на багатьох кінофестивалях. У 2003 і 2010 роках вийшли ще два його фільми — «Коричневий кролик» («The Brown Bunny»), що претендував на «Золоту пальмову гілку» в Каннах, і «Обіцянки, писані по воді» («Promises Written in Water»).

## Фільмографія

### Актор
- 1985 — Шлях, як він є / The Way It Is
- 1986 — The Gunlover
- 1987 — Doc's Kingdom
- 1990 — Славні хлопці / Goodfellas
- 1991 — A Idade Maior
- 1993 — Аризонська мрія/ Arizona Dream —  Пол Леджер
- 1993 — Будинок духів /  The House Of The Spirits  —  позашлюбний син Естебана
- 1995 — Сім'я Перес /  Perez Family  —  Орландо
- 1995 — Angela
- 1996 — Nénette et Boni
- 1996 — Баскія /  Basquiat  —  камео
- 1996 — Похорон /  Funeral  —  Джованні «Джонні» Темпіо
- 1996 — Palookaville
- 1997 — Правда та наслідки / Truth or Consequences, NM
- 1998 — Баффало-66 /  Buffalo 66  —  Біллі Браун
- 1998 — Лос-Анджелес без карти /  L.A. Without a Map  —  Мосс
- 1998 — Johnny 316
- 1999 — Freeway II: Confessions of a Trickbaby
- 2000 — Ланцюг / Cord
- 2001 — Stranded: Náufragos
- 2001 — Get Well Soon
- 2001 — Trouble Every Day
- 2003 — Gli indesiderabili
- 2003 — Коричневий кролик /  Brown Bunny  —  Бад Клей
- 2006 — Москва Zero /  Moscow Zero  —  Оуен
- 2007 — Бруд / Dirt
- 2007 — Oliviero Rising (2007)
- 2009 — Тетро /  Tetro  —  Тетро
- 2009 — Метропія / Metropia
- 2010 — Необхідне вбивство /  Essential Killing  —  Мохаммед
- 2010 — Promises Written in Water
- 2012 — 2 Days in New York
- 2012 — Косяки / Loosies
- 2012 — Легенда про Каспара Гаузера /  La Leggenda di Kaspar Hauser  —  Шериф / Пушер
- 2013 — Human Trust
- 2022 — Замкнена / Shut In — Семмі

### Режисер
- 1998 — Баффало-66 /  Buffalo 66
- 2003 — Коричневий кролик /  Brown Bunny
- 2010 — Обіцянки, написані на воді /  Promises Written in Water

### Сценарист
- 1998 — Баффало-66 /  Buffalo 66
- 2003 — Коричневий кролик /  Brown Bunny

### Продюсер
- 1998 — Баффало-66 /  Buffalo 66

### Оператор
- 1998 — Баффало-66 /  Buffalo 66

### Кінокомпозитор
- 1998 — Баффало-66 /  Buffalo 66

## Дискографія
- 1998 —  Buffalo 66 Soundtrack
- 2001 —  When
- 2002 —  Vincent Gallo. Recordings of Music For Films
- 2005 —  Live At All Tomorrow's Parties